# Sunna
Sunna (arab. as-sunnah „droga, ścieżka”) – w islamie sunnickim jest to zbiór opowieści z życia Mahometa, jego opinie dotyczące wiary oraz prowadzenia życia. W innych odłamach, np. w szyizmie, do podstawowej sunny dodane zostały opowieści związane z jego następcami, uznawanymi przez dany odłam islamu. Ze względu na niechronologiczną strukturę Koranu oraz zasadę unieważnienia (zawartą w Koranie w wersie 2:106) znajomość sunny jest wymogiem niezbędnym do znajomości prawa islamu.
Sunna (dalej rozumiana jako sunna podstawowa) składa się z hadisów, opowiadających o wybranych epizodach z życia Mahometa, jego pojedynczych wypowiedzi itp. Nie istnieje jedna, prawowierna i oficjalna sunna, co islam doświadczył już na wczesnym etapie. W IX wieku miały powstać już tysiące sprzecznych ze sobą hadisów, a różne ugrupowania i organizacje tworzyły je na własną potrzebę. Tak wielka fala spotkała się z intelektualną reakcją muzułmanów, chcących trzymać się tradycji – powstała nauka krytycznie oceniająca hadisy. Za najbardziej prawowierne uznano sześć zbiorów autorstwa:
- al-Buchariego (zm. 870),
- Muslima (zm. 875),
- Abu Dawuda (zm. 888),
- At-Tirmiziego (zm. 892),
- Ibn Madża (zm. 896),
- An-Nasa’ika (zm. 915).

Inne uznano za mniej lub bardziej prawdziwe. Mimo prób nadal nie powstała jedna sunna (a więc i jedna tradycja islamska), co bywa wykorzystywane przez środowiska skrajne lub modernistyczne do reinterpretacji wersetów lub stawiania jednych nad drugimi.